# Juan Ramón Carrasco
Juan Ramón Carrasco (Sarandí del Yí, 15 september 1956) is een voormalig voetballer uit Uruguay, die na zijn actieve loopbaan het trainersvak instapte. Hij was onder meer bondscoach van zijn vaderland Uruguay (2003-2004).

## Clubcarrière
Carrasco speelde als middenvelder in eigen land voor onder meer Nacional Montevideo, Danubio FC, Rampla Juniors en CA River Plate Montevideo. Daarnaast speelde hij clubvoetbal in Spanje, Brazilië, Colombia, Argentinië en Venezuela.

## Interlandcarrière
Carrasco was tevens Uruguayaans international, en speelde twintig interlands (twee goals) voor zijn vaderland. Hij maakte zijn debuut voor de nationale ploeg op 1 oktober 1975 in de Copa América-wedstrijd tegen Colombia, die Uruguay met 1-0 won. Zijn laatste interland speelde hij op 26 mei 1985 in Tokio tegen Japan (4-1-overwinning), net als Néstor Montelongo.
| Interlands van Juan Ramón Carrasco voor Uruguay | Interlands van Juan Ramón Carrasco voor Uruguay | Interlands van Juan Ramón Carrasco voor Uruguay | Interlands van Juan Ramón Carrasco voor Uruguay | Interlands van Juan Ramón Carrasco voor Uruguay | Interlands van Juan Ramón Carrasco voor Uruguay |
| №                                               | Datum                                           | Wedstrijd                                       | Uitslag                                         | Competitie                                      | Goals                                           |
| ----------------------------------------------- | ----------------------------------------------- | ----------------------------------------------- | ----------------------------------------------- | ----------------------------------------------- | ----------------------------------------------- |
| 1                                               | 01.10.1975                                      | Uruguay – Colombia                              | 1–0                                             | Copa América                                    |                                                 |
| 2                                               | 19.05.1976                                      | Paraguay – Uruguay                              | 1–0                                             | Oefeninterland                                  |                                                 |
| 3                                               | 12.10.1976                                      | Peru – Uruguay                                  | 0–0                                             | Oefeninterland                                  |                                                 |
| 4                                               | 04.01.1977                                      | Uruguay – Ecuador                               | 1–1                                             | Oefeninterland                                  |                                                 |
| 5                                               | 12.01.1977                                      | Paraguay – Uruguay                              | 1–1                                             | Copa Artigas                                    |                                                 |
| 6                                               | 23.01.1977                                      | Uruguay – Paraguay                              | 2–1                                             | Copa Artigas                                    |                                                 |
| 7                                               | 30.01.1977                                      | Uruguay – Chili                                 | 3–0                                             | Copa Juan Pinto Durán                           |                                                 |
| 8                                               | 09.02.1977                                      | Venezuela – Uruguay                             | 1–1                                             | WK-kwalificatie                                 |                                                 |
| 9                                               | 27.02.1977                                      | Bolivia – Uruguay                               | 1–0                                             | WK-kwalificatie                                 |                                                 |
| 10                                              | 17.03.1977                                      | Uruguay – Venezuela                             | 2–0                                             | WK-kwalificatie                                 |                                                 |
| 11                                              | 08.06.1977                                      | Uruguay – West-Duitsland                        | 0–2                                             | Oefeninterland                                  |                                                 |
| 12                                              | 15.06.1977                                      | Uruguay – Engeland                              | 0–0                                             | Oefeninterland                                  |                                                 |
| 13                                              | 25.04.1978                                      | Uruguay – Argentinië                            | 2–0                                             | Oefeninterland                                  |                                                 |
| 14                                              | 03.05.1978                                      | Argentinië – Uruguay                            | 3–0                                             | Oefeninterland                                  |                                                 |
| 15                                              | 24.05.1978                                      | Uruguay – Spanje                                | 0–0                                             | Oefeninterland                                  |                                                 |
| 16                                              | 13.06.1984                                      | Uruguay – Engeland                              | 2–0                                             | Oefeninterland                                  |                                                 |
| 17                                              | 23.04.1985                                      | Peru – Uruguay                                  | 2–1                                             | Oefeninterland                                  |                                                 |
| 18                                              | 28.04.1985                                      | Colombia – Uruguay                              | 2–1                                             | Oefeninterland                                  |                                                 |
| 19                                              | 02.05.1985                                      | Brazilië – Uruguay                              | 2–0                                             | Oefeninterland                                  |                                                 |
| 20                                              | 26.05.1985                                      | Japan – Uruguay                                 | 1–4                                             | Kirin Cup                                       |                                                 |

## Trainerscarrière
Carrasco sloot zijn actieve loopbaan af als speler-coach van de Uruguayaanse club Rocha FC. In 2002 ging hij aan de slag bij CA Fenix. Een jaar later volgde zijn aanstelling als bondscoach van Uruguay. Hij zat voor eerst op de bank bij de Celeste op 8 juni 2003 tijdens de vriendschappelijke uitwedstrijd tegen Zuid-Korea, en liet in dat duel vier spelers debuteren: Cono Aguiar (CA Fénix), Alejandro Lago (CA Peñarol), Jorge Martínez (Montevideo Wanderers) en Diego Perrone (Danubio FC). Uruguay won dat duel met 2-0 door treffers van Germán Hornos en Sebastián Abreu. Na dertien wedstrijden onder zijn leiding werd Carrasco ontslagen. Aanleiding was de 3-0 thuisnederlaag in de WK-kwalificatiewedstrijd tegen het vele malen lager aangeslagen Venezuela, op 31 maart 2004. Carrasco werd opgevolgd door Jorge Fossati.
| Interlands Uruguay onder leiding van Juan Ramón Carrasco | Interlands Uruguay onder leiding van Juan Ramón Carrasco | Interlands Uruguay onder leiding van Juan Ramón Carrasco | Interlands Uruguay onder leiding van Juan Ramón Carrasco | Interlands Uruguay onder leiding van Juan Ramón Carrasco | Interlands Uruguay onder leiding van Juan Ramón Carrasco |
| №                                                        | Datum                                                    | Wedstrijd                                                | Uitslag                                                  | Competitie                                               |                                                          |
| -------------------------------------------------------- | -------------------------------------------------------- | -------------------------------------------------------- | -------------------------------------------------------- | -------------------------------------------------------- | -------------------------------------------------------- |
| 1                                                        | 08.06.2003                                               | Zuid-Korea – Uruguay                                     | 0 – 2                                                    | Oefeninterland                                           |                                                          |
| 2                                                        | 16.07.2003                                               | Argentinië – Uruguay                                     | 2 – 2                                                    | Oefeninterland                                           |                                                          |
| 3                                                        | 24.07.2003                                               | Peru – Uruguay                                           | 3 – 4                                                    | Oefeninterland                                           |                                                          |
| 4                                                        | 30.07.2003                                               | Uruguay – Peru                                           | 1 – 0                                                    | Oefeninterland                                           |                                                          |
| 5                                                        | 15.08.2003                                               | Uruguay – Irak                                           | 5 – 2                                                    | Oefeninterland                                           |                                                          |
| 6                                                        | 20.08.2003                                               | Uruguay – Argentinië                                     | 2 – 3                                                    | Oefeninterland                                           |                                                          |
| 7                                                        | 07.09.2003                                               | Uruguay – Bolivia                                        | 5 – 0                                                    | WK-kwalificatie                                          |                                                          |
| 8                                                        | 10.09.2003                                               | Paraguay – Uruguay                                       | 4 – 1                                                    | WK-kwalificatie                                          |                                                          |
| 9                                                        | 15.08.2003                                               | Mexico – Uruguay                                         | 0 – 2                                                    | Oefeninterland                                           |                                                          |
| 10                                                       | 15.11.2003                                               | Uruguay – Chili                                          | 2 – 1                                                    | WK-kwalificatie                                          |                                                          |
| 11                                                       | 19.11.2003                                               | Brazilië – Uruguay                                       | 3 – 3                                                    | WK-kwalificatie                                          |                                                          |
| 12                                                       | 18.02.2004                                               | Jamaica – Uruguay                                        | 2 – 0                                                    | Oefeninterland                                           |                                                          |
| 13                                                       | 31.03.2004                                               | Uruguay – Venezuela                                      | 0 – 3                                                    | WK-kwalificatie                                          |                                                          |

## Erelijst

### Als speler
Nacional
- Uruguayaans landskampioen

1977
 River Plate
- Argentijns landskampioen

1979-Metropolitano, 1979-Nacional, 1980-Metropolitano

### Als trainer
Fénix
- Liguilla Pre-Libertadores de América

2002
 Nacional
- Uruguayaans landskampioen

2011